# 렌텐마르크

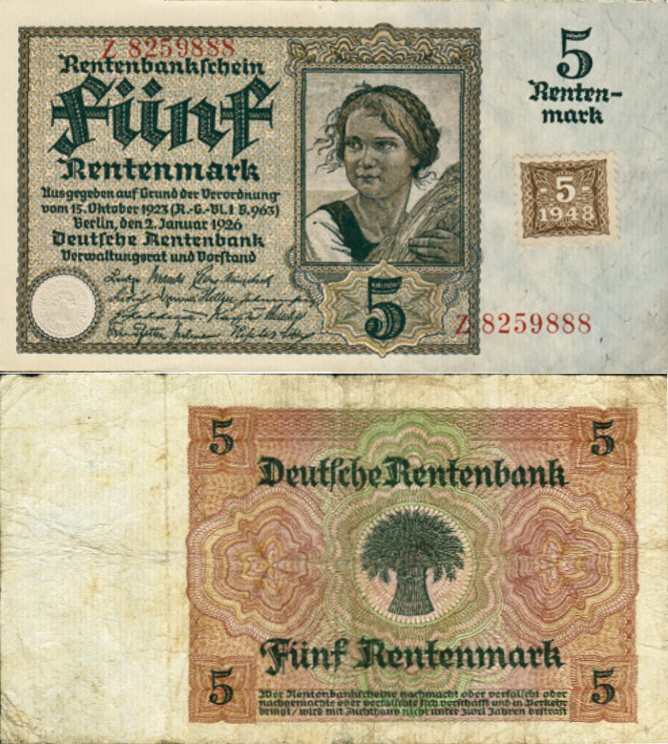

렌텐마르크(독일어: Rentenmark)는 바이마르 공화국 시대에 통용된 독일의 옛 통화이다. 통화 이름은 독일어로 "이자 마르크"를 뜻한다.
제1차 세계 대전 이후에 독일에서는 초인플레이션이 계속되었다. 구스타프 슈트레제만이 총리로 있던 1923년 도이체 렌텐방크(Deutsche Rentenbank)가 융자금 32억 마르크를 들여 렌텐마르크를 도입했다. 교환 비율은 1,000,000,000,000 파피어마르크 = 1 렌텐마르크였으며 미국 달러와의 교환 비율은 1 미국 달러 = 4.2 렌텐마르크였다. 1924년 8월 30일 라이히스마르크가 독일의 법정 통화가 된 뒤에도 렌텐마르크 지폐는 1948년까지 계속 발행되었다.